# Empire Landmark Hotel
Empire Landmark Hotel, auch bekannt unter dem offiziellen Namen, The Sheraton Landmark, war eines der höchsten freistehenden Hotelgebäude in Vancouver, British Columbia, Kanada. Das Gebäude beherbergte zuletzt mit dem Cloud 9 eines von insgesamt drei in Vancouver drehenden Restaurants.
Das Gebäude befand sich westlich gelegen an Vancouvers meistfrequentierter Hauptstraße, der 1400 Robson Street. Das Gebäude wurde 1971 fertiggestellt und 1973 eröffnet. Es verfügte über 357 Zimmer auf 42 Etagen und Wellnesseinrichtungen. Das Gebäude befand sich in Besitz der in Hong Kong ansässigen Asia Standard International Group.
Das Gebäude schloss am 30. September 2017 und wurde 2018 bis 2019 abgerissen. 
Auf dem Baugrundstück sollen bis zum Frühjahr 2023 zwei niedrigere, 31- bzw. 32-stöckige Wohntürme mit Einzelhandelsverkaufsräumen und Büroräumen in den untersten drei Etagen sowie 237 Eigentumswohnungen und 63 Sozialwohnungen entstehen.